# Дајана Венора
Дајана Венора је америчка сценска, телевизијска и филмска глумица. Дипломирала је на Џулијард школи 1977. и дебитовала на филму 1981. са Албертом Финнијем у Волфену. Она је освојила Награду њујоршког круга филмских критичара за најбољу споредну глумицу у филму Птица (1988). Њени остали филмови су Памучни клуб (1984), Врелина (1995), Ромео + Џулиет (1996), Шакал (1997), Унутрашњи човек (1999) и Хамлет (2000).

## Младост
Венора је једно од шесторо деце Марије (рођене Брукс) и Роберта П. Венора, који су имали фирму за хемијско чишћење. Она је завршила средњу школу Ист Хартфорд (генерација 1970), где је била активна у мјузиклима и представама. Студирала је на Бостонском музичком конзерваторијуму и две године касније добила је стипендију за Џулијард школу у Њујорку, где је дипломирала 1977. године. На Џулијарду је била члан Групе 6 драмског одељења (1973–1977), која је укључивала Келси Гремер, Харијет Сансом Харис и Робин Вилијамс.

## Каријера
Након дипломирања, Венора је активно наступала на сцени, посебно у Шекспировим комадима. На филму је дебитовала заједно са Албертом Финијем и Грегоријем Хајнсом у филму Волфен (1981). Године 1983, глумила је у продукцији Хамлета Џозефа Папа на Њујоршком шекспировском фестивалу у главној улози, као прва жена која је одиграла ту улогу на овој престижној изложби. Она има дугу историју са Хамлетом, играјући главну улогу, као и Офелијом поред Кевина Клајна и Гертрудом на екрану поред Итана Хока.
Године 1988, њена улога Чен Паркер у филму Птица Клинта Иствуда донела јој је номинацију за Златни глобус и Награду круга њујоршких филмских критичара.
Године 1994, након што је била одсутна пет година како би се бринула о својој ћерки, Венора је добила главну улогу у ТВ серији Алеја Громова, а затим је уследила дугорочна улога пластичног хирурга Гери Инфанте у ТВ серији Чикаго Хоуп.
Године 1995, глумила је заједно са Ал Паћином и Робертом Де Ниром у филму Врућина, заслуживши велико поштовање критичара и публике због свог портрета Џастин Хане, Паћиновог лика проблематичне жене. Њене друге изведбе укључују Глорију Капулет [мајка Јулије Капулет] у Ромео + Јулија (1996), Шакал (1997), 13. ратник (1999), Унутрашњи човек (1999) и Све добре ствари (2010).

## Лични живот
Венора се удала за кинематографа Анджеја Бартковјака 1980. године; развели су се 1989. Те године је направила паузу од шоу бизниса како би проводила више времена са својом ћерком Маџијом, која је тада имала осам година. Током своје паузе, Венора је живела у Њујорку, подучавајући децу сиромашног порекла и глумећи повремено у представама. Године 1994, она и њена ћерка преселиле су се у Лос Анђелес.

## Позориште
| Година    | Назив               | Улога             | Напомене    |
| --------- | ------------------- | ----------------- | ----------- |
| 1981      | Пингвин Токеј       | Друга (иста) жена |             |
| 1981      | Госпођица Џули      |                   |             |
| 1982      | Сан летње ноћи      | Хиполита          |             |
| 1982      | Хамлет              | Принц Хамлет      |             |
| 1983      | Ујка Вања           | Јелина            |             |
| 1984      | Пир Џинт            | Зелена жена       |             |
| 1984      | Месија              | Рејчел            |             |
| 1985      | Сутрашњи понедељак  | Дора Ален         |             |
| 1986      | Ларго Десолато      | Луси              |             |
| 1986      | Човек за све сезоне | Дама Маргарет Мор |             |
| 1986      | Школа скандала      | Дама Тизл         |             |
| 1989      | Зимска прича        | Хермиона          |             |
| 1990      | Хамлет              | Офелија           |             |
| 1998      | Језик птица         | Мајка             |             |
| 1999-2000 | Хамлет              | Гертруда          |             |
| 2000      | Галеб               |                   | као режисер |
| 2000      | Магбет              | Дама Магбет       |             |
| 2001      | Прослава            |                   |             |
| 2001      | Соба                |                   |             |
| 2001-02   | Неопходне мете      | Злата             |             |
| 2002      | Бог освете          | Сара              |             |
| 2003      | Горући шпил         |                   |             |
| 2012      | Како се вама свиђа  | Џеки              |             |
| 2016      | 110 прича           |                   |             |

## Филмографија

### Филм
| Година | Назив                        | Улога                                           | Напомене |
| ------ | ---------------------------- | ----------------------------------------------- | --- |
| 1979   | Сав тај џез                  | статиста                                        | Некредитовано |
| 1980   | Како доћи                    | Меланија                                        | Кратки филм |
| 1981   | Волфен                       | Ребека Неф                                      | |
| 1984   | Памучни клуб The Cotton Club | Глорија Свансон                                 | |
| 1985   | Крајњи избор                 | Ана ланг                                        | |
| 1986   | F/X                          | Елен Кит                                        | |
| 1987   | Челични коров                | Магарет 'Пге' Фелан                             | |
| 1988   | Птица                        | Чан Паркер                                      | Награда круга филмских критичара Њујорка за најбољу споредну глумицу Награда Сант Џорди за најбољу страну глумицу Номинована за Златни глобус за најбољу споредну глумицу – филм Номинована за Награда Удружења филмских критичара Лос Анђелеса за најбољу споредну глумицу |
| 1995   | Три вештице                  | Џојс                                            | |
| 1995   | Врелина                      | Џастин Хана                                     | Номинована за Награда Удружења филмских критичара Чикага за најбољу споредну глумицу |
| 1996   | Замена                       | Џејн Хецко                                      | |
| 1996   | Преживели Пикасо             | Џакилин Роук                                    | |
| 1996   | Ромео + Јулија               | Глорија Капулет                                 | |
| 1997   | Семе: Љубавна прича          | Јулија                                          | Кратки филм |
| 1997   | Шакал                        | Мај. Валентина Кослова                          | |
| 1999   | Истински злочин              | Барбара Еверет                                  | |
| 1999   | Тринаести ратник             | Краљица Велтова                                 | |
| 1999   | The Joyriders                | Селеста                                         | |
| 1999   | Млада девојка и монсун       | Ђиована                                         | |
| 1999   | Пробуђена савест             | Лијен Вајганд                                   | |
| 2000   | Хамлет                       | Гертруда                                        | |
| 2000   | Тражећи одјек                | Џоан Делгадо                                    | |
| 2001   | Мегидо: Омега код 2          | Габриела Франсини                               | |
| 2002   | Болница сломљеног срца       | Сандеј Тајлер / Андреа Хармон                   | |
| 2004   | Стејтсајд                    | Гоаспођа Хенген                                 | |
| 2005   | Самолечен                    | Луиза Ериксен                                   | Награда Бакарно крило филмског фестивала у Фениксу за најбољи глумачки ансамбл |
| 2005   | Дирнут                       | Карол Дејвис                                    | |
| 2008   | Стилето                      | Силвија Вадалос                                 | |
| 2008   | Без деце                     | Мери                                            | |
| 2009   | Следећи пророка              | Ред                                             | |
| 2009   | Мали Херкулес у 3-Д          | Хера                                            | |
| 2009   | Министри                     | Џина Сантана                                    | |
| 2010   | Све добре ствари             | Џенис Ризо                                      | |
| 2021   | Star-Crossed: The Film       | домаћица / школски администратор / демонстратор | |
| 2022   | Прва љубав                   | Тетка Ирена                                     | |

### Телевизија
| Година  | Наслов                                   | Улога                       | Напомене                         |
| ------- | ---------------------------------------- | --------------------------- | -------------------------------- |
| 1981    | Медицинска сестра                        | Елен Брил                   | Епизода: „Ривали”                |
| 1982    | Сан летње ноћи                           | Хиполита                    | ТВ филм                          |
| 1983    | Кук и Пири: Трка до пола                 | Мари Фидел Хант             | ТВ филм                          |
| 1985    | A.D.                                     | Конина                      | ТВ филм                          |
| 1990    | Велика извођења                          | Орфелија                    | Епизода: „Хамлет”                |
| 1993    | Ред и закон                              | Мара Федер                  | Епизода: „Моћ & магла”           |
| 1994    | Алеја громова                            | Боби Тернер                 | дугорочна улога                  |
| 1994–95 | Чикаго Хоуп                              | Др. Џери Инфанте            | дугорочна улога                  |
| 1996    | Специјални извештај: Путовање на Марс    | поручник Тања Садавој       | ТВ филм                          |
| 2000    | Трка против времена                      | др. Хелен Стил              | ТВ филм                          |
| 2000    | Пракса                                   | Маргарењт Вејкфилд          | Епизода: „Жалба и одбијање”      |
| 2004    | Класна акција                            | Џастин Харисон              | ТВ филм                          |
| 2004    | Ред и закон: Одељење за специјалне жртве | Марилин Несбит              | Епихота: „Дом”                   |
| 2005    | Праг                                     | Андреа Хатен / Анђела Хатен | 4 епизоде                        |
| 2005    | К.С. Луис: Изван Нарније                 | Џој Грешам                  | ТВ филм                          |
| 2006    | Злочиначки умови                         | Дорис                       | Еписзода: „Рибарски краљ: Део 1” |
| 2007    | Медијум                                  | Сара Џејн Левит             | Епизода: „Врло весела Маги”      |
| 2008    | Једанаести сат                           | Ли Малер                    | Епизода: „Ускрснуће”             |
| 2009    | Приватна пракса                          | Шаронд                      | Епизода: „Друга шанса”           |
| 2009    | NCIS                                     | Шанда Шакарџи               | Епизода: „Одметници и тазбина”   |
| 2010    | Грејова анатиомија                       | Одри Тејлор                 | Епизода: „Гурање”                |
| 2010    | Листа жеља                               | Бренда                      | ТВ филм                          |
| 2016    | Викторијанци                             | Мари Радерфорд              | ТВ филм                          |